# Herman Bernhard Bursie

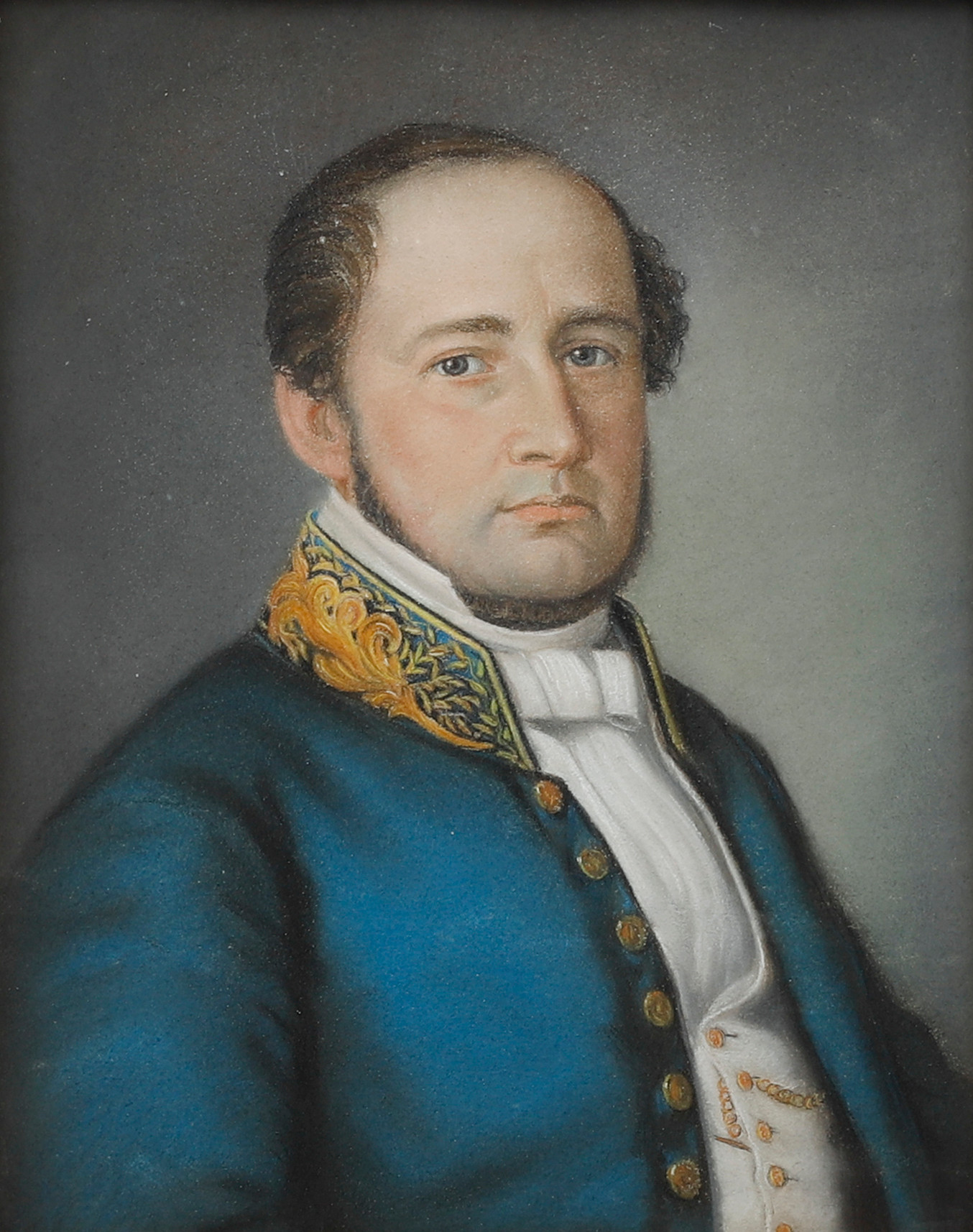
Herman Bernhard Bursie.

Herman Bernhard Bursie, född den 22 juni 1810 i Virserums socken, Kalmar län, död den 28 april 1890 i Ås församling, Skaraborgs län, var en svensk jurist. Han var son till Johan Gustaf Bursie.
Bursie avlade hovrättsexamen vid Uppsala universitet 1833. Han blev vice häradshövding 1838, extra notarie i Göta hovrätt 1845, kanslist samma år, fiskal 1847, vice advokatfiskal 1849, häradshövding i Åse, Viste, Barne och Kållands domsaga 1850 och i Åse, Viste, Barne och Laske domsaga 1864.